# Pier Paolo Pasolini
Pier Paolo Pasolini (Bolonya, 5 de març del 1922 - Òstia, 2 de novembre del 1975) fou un escriptor, intel·lectual i director de cinema italià. Al llarg de la seva vida va viure fins a trenta-tres processos judicials en què va estar perseguit tant per fer l'obra artística que volia fer com per la seva condició sexual. Pasolini va bastir una obra artística diversa i polifacètica, amb varietat de gèneres i disciplines, curulla d'idees potents, crítiques i polèmiques, sempre contra l'elitisme i el conformisme i mogut per un important amor al proïsme.

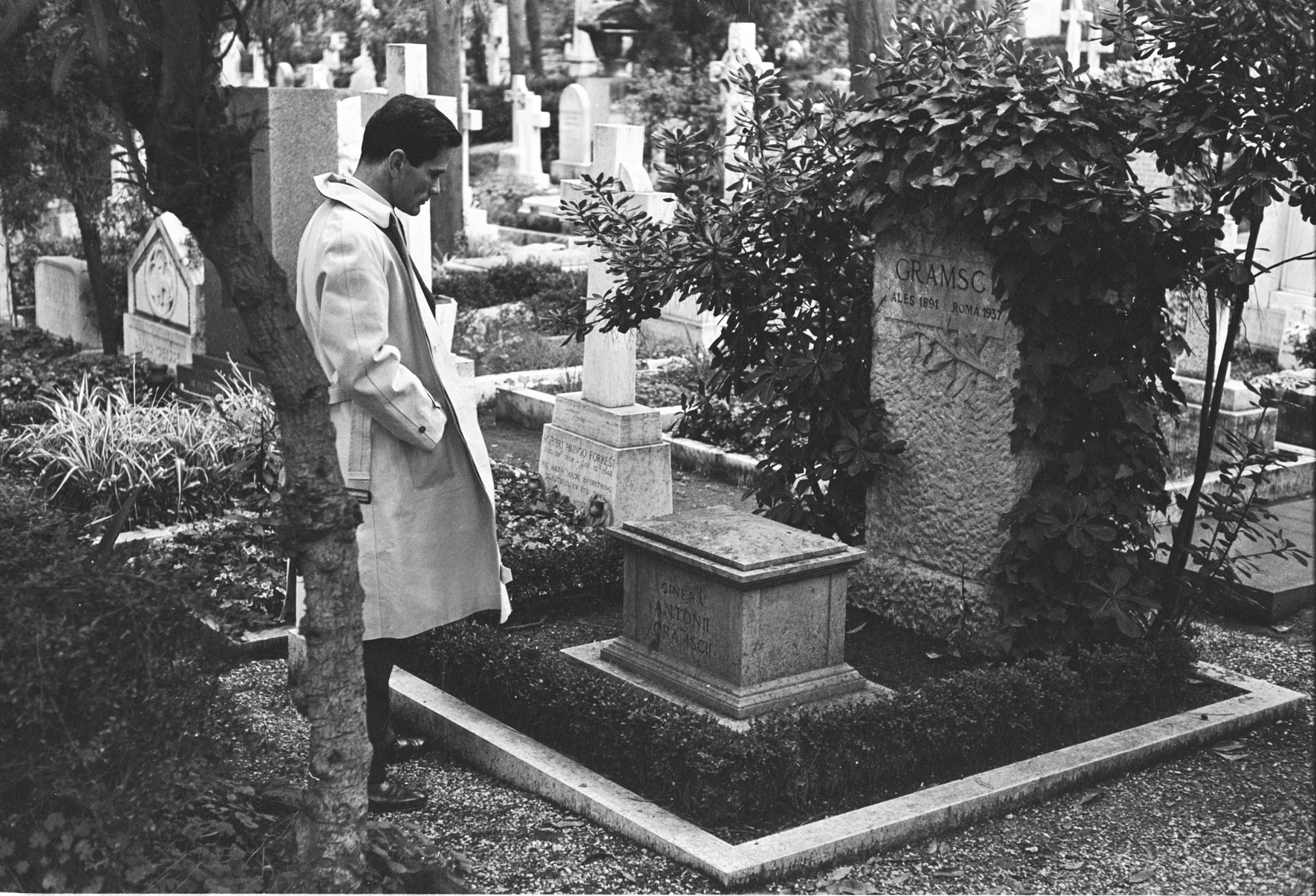
Pasolini ret homenatge a la tomba d'Antonio Gramsci

## Biografia
Pasolini va néixer a Bolonya, ciutat de tradició política esquerrana. Era fill d'un militar que presumia d'haver salvat la vida de Benito Mussolini. Pasolini començà a escriure poemes als set anys en furlà, llengua materna de la seva mare, i els publicà per primer cop als 19 anys mentre estudiava a la Universitat de Bolonya.
Fou reclutat durant la Segona Guerra Mundial i capturat pels alemanys, però aconseguí escapar. Després de la guerra, es va unir al Partit Comunista Italià a Ferrara, pren part en actes públics i penja els seus propis manifestos polítics juvenils, escrits en friülà del seu puny i lletra, al centre de Cjasarse, però en fou expulsat dos anys després a causa de la seva oberta homosexualitat.
El 1945 fou un dels impulsors de la Società Peética Antizorutiana, impulsora de la literatura moderna en furlà, i fundaria el 1947 el grup literari Risultive o Cortese di Furlan, amb el qual contactaria amb Novella Cantarutti o Josef Marchet. Guanyà el premi Angelo, per a poesia en friülà i publicà fins a quatre llibres de poemes en friülà, aplegats a La miôr zoventût (1954), i hi traduí autors italians, francesos, grecs i llatins.
Com a director cinematogràfic (s'inicià el 1961), va crear un tipus de segon neorealisme, explorant els aspectes de la vida quotidiana, en un to proper al de la commedia dell'arte, i on destaca el seu interès per la genuïnitat de les llengües i les seves variants dialectals.
Mercès a l'amistat que l'unia amb el poeta José Agustín Goytisolo, Pasolini va visitar en quatre ocasions Barcelona. El 1964 Pasolini va pronunciar una conferència a la Facultat de Medicina i va visitar l'Escola d'Art Dramàtic Adrià Gual on va conèixer l'estudiant Jesús Irazoqui que protagonitzaria el film L'evangeli segons sant Mateu.
Pasolini va morir a mans de Giuseppe «Pino» Pelosi, un jove marginal que el va envestir amb el seu propi cotxe al balneari popular d'Òstia. Aleshores, era un intel·lectual àmpliament reconegut i gaudia d'una posició econòmica acomodada. No obstant això, durant les primeres investigacions, les declaracions del presumpte jove assassí, que justificava el seu assassinat amb l'argument que el va matar perquè el director li va proposar de tenir relacions sexuals, no van convèncer l'opinió pública italiana i sempre van surar en l'ambient les teories que certes persones poderoses del govern desitjaven la mort del director a causa de les crítiques que feia contínuament amb les seves pel·lícules, els seus llibres i els seus discursos polítics. En el discurs elegíac del multitudinari funeral a Campo de' Fiori, l'escriptor Alberto Moravia va deixar clar que amb aquella mort Itàlia havia perdut el seu més gran poeta.
Més recentment, a l'abril del 2005, unes noves declaracions del suposat assassí, qui va assegurar que van ser, en realitat, tres joves que li van llevar la vida a Pasolini aquella fatídica nit de novembre del 1975, van provocar que un ampli sector de l'entorn polític i cultural d'Itàlia demanés la reobertura del cas per esclarir-ne el crim.
La nit abans de morir va fer una entrevista, avui famosa, a Stampa Sera, en la qual alerta del perill del feixisme.

## Obra literària
La seva obra poètica, igual que la seva obra assagística i periodística, polemitza amb el marxisme oficial i el catolicisme, als quals anomenava «les dues esglésies», i els retreia no entendre la cultura de les seves pròpies bases proletàries i camperoles. També creia que el sistema cultural dominant, sobretot mitjançant la televisió, creava un model unificador que destruïa les cultures nacionals.
Ajudat per Carles Cardó, va traduir a l'italià una selecció de poesia catalana, Fiore di poeti catalani (1947). El llibre aplega nou poemes d'autors de totes les èpoques, dels quals quatre són sacerdots (Joan Roís de Corella, Jacint Verdaguer, Miquel Costa i Llobera i Carles Cardó), tres estan molt influïts per la cultura cristiana (Joan Maragall, Joan Alcover i Manuel Bertran), a més de Carles Riba i Josep Carner.

### Escrits en friülès
- 1942: Poesie a Casarsa, Bolonya
- 1947: Dalla lingua al friulano, CF XXIII
- 1949: Dov'è la mia patria, Cjasarse
- 1949: Motivi vecchi e nuovi per una poesia friulana non dialettale, "Il tesaur" II
- 1953: Tal cour di un frut, Tresesin
- 1954: La meglio gioventù, Florència
- 1965: i 1976 Poesie dimenticate, Udine
- 1968: Il Friuli nella mia piccola vita, "Il Friuli", giugno
- 1975: i 1981 La nuova gioventù, Torí
- 1976: I turcs tal Friûl, Udine
- 1982: Amado mio, Milà
- 1994: L'Academiuta friulana e le sue riviste, Vicenza
- 1994: Romans, Parma
- 1996: Poèmes oubliés. Poesie dimenticate. Édition bilingue. Arles

### Assaigs en italià
- Le ceneri di Gramsci (Les cendres de Gramsci, 1957)
- L'usignolo della Chiesa cattolica (El rossinyol de l'Església catòlica, 1958)
- Passione e ideologia (1960)
- La religione del mio tempo (1961) poesies
- Volgare'eloquio (1987)

### Traduccions al català
- Una vida violenta. Traducció de Maria Aurèlia Capmany.  Edicions 62, 1967. ISBN 978-84-297-0281-1.
- Amado mio. Traducció de Joan Navarro. Llibres del Mall, 1986[10]
- El somni d'una cosa.  Barcelona: Proa, 1993. ISBN 84-7739-536-5.
- Nois de la vida.  Barcelona: Edicions 62, 1994. ISBN 84-297-3737-5.
- Teorema.  Barcelona: Proa, 2001. ISBN 84-8437-012-7.
- El plany de l'excavadora. Antologia poètica. Traducció de Josep Ballester i Enric Salom.  Alzira: Bromera, 2001. ISBN 84-7660-644-3.
- Poeta de les cendres. Pròleg de Pere Gimferrer. Traducció Gerard Cisneros.  Barcelona: Edicions Poncianes, 2015. ISBN 978-84-7226-999-6.
- Poema en forma de rosa. 2022.  Barcelona: Edicions Poncianes, 2022. ISBN 978-84-9156-409-6.[11][12]
- Actes impurs / Amado mio. Traducció de Joan Navarro i Octavi Monsonís.  Palma: Lleonard Muntaner Editor, 2022. ISBN 978-84-18758-70-6.
- Una vida violenta. Pròleg de Layla Martínez. Traducció de Pau Vidal.  Manresa: L'agulla Daurada, 2022. ISBN 978-84-19515-01-8.

## Obra cinematogràfica
La carrera cinematogràfica de Pasolini es va iniciar el 1961. La seva mirada se centra en els personatges marginals, la delinqüència i la pobresa que arrossega Itàlia des de la postguerra, i estableix un estil narratiu i visual en el qual prevalen el patetisme i la ironia sobre l'humor gruixut, i de vegades sòrdid, de les seves històries.

### Filmografia
- 1961: Accattone
- 1962: Mamma Roma
- 1963: Ro.Go.Pa.G. (fragment La ricotta)
- 1963: La rabbia
- 1964: Le mura di Sana
- 1964: L'evangeli segons sant Mateu (Il vangelo secondo Matteo)
- 1965: Sopralluoghi in Palestina per il vangelo secondo Matteo
- 1965: Comizi d'amore
- 1966: Ocellots i ocellets (Uccellacci e uccellini)
- 1967: Les bruixes (Le streghe) (fragmento La Terra vista dalla Luna)
- 1967: Èdip Rei (Edipo re)
- 1968: Capriccio all'italiana (fragment Che cosa sono le nuvole?)
- 1968: Teorema
- 1969: Appunti per un film sull'india
- 1969: Amor i ràbia (Amore e rabbia) (fragment La sequenza del fiore di carta)
- 1969: Cort de porcs (Porcile)
- 1969: Medea
- 1970: Apunts per a una Orestíada africana (Appunti per un'Orestiade africana)
- 1971: El Decameró (Il Decameron)
- 1972: Els contes de Canterbury (I racconti di Canterbury)
- 1974: Les mil i una nits (Il fiore delle mille e una notte)
- 1975: Salò o le 120 giornate di Sodoma

## Exposicions destacades
- 2013 - «Pasolini Roma» (CCCB): L'exposició s'apropa a Pasolini mitjançant les seves relacions amb Roma. I aquest acostament significa entrar de dret en tot el que constitueix i defineix Pasolini: la poesia, la política, el compromís civil, el sexe, l'amistat i el cinema. «Pasolini Roma» s'estructura en sis apartats cronològics que corresponen a sis etapes vitals i creatives de l'autor. S'inicia amb l'arribada a Roma el 28 de gener del 1950 i es tanca el 2 de novembre del 1975, quan el seu cos va ser trobat sense vida prop d'Òstia. Roma no va ser només un decorat o un simple lloc de residència per a Pasolini, sinó que també va representar una veritable existència física, carnal i passional. La trobada amb Roma fou per a l'autor com una gran història d'amor, amb les seves decepcions i els seus sentiments barrejats de passió i odi, les fases d'atracció i les de rebuig i allunyament. Per al Pasolini analista de l'evolució de la societat, Roma va constituir el seu principal espai d'observació, el seu camp permanent d'estudi, de reflexió i de lluita. Va ser a partir de les transformacions d'aquesta ciutat que va analitzar els canvis de la Itàlia i els italians dels anys 1960 i 1970.[13]